# 15392 Будежицький
15392 Будежицький (15392 Budějický) — астероїд головного поясу, відкритий 11 жовтня 1997 року.
Тіссеранів параметр щодо Юпітера — 3,588.